# Microchelifer rhodesiacus
Microchelifer rhodesiacus är en spindeldjursart som beskrevs av Beier 1964. Microchelifer rhodesiacus ingår i släktet Microchelifer och familjen tvåögonklokrypare. Inga underarter finns listade i Catalogue of Life.